# الصياد القاتل
الصياد القاتل (بالإنجليزية: Hunter Killer )‏،فيلم أكشن أمريكي من إخراج دونوفان مارش وكتابة آرني شميدت ووجيمي موس.
تم عرض الفيلم يوم 26 أكتوبر 2018.

## ملخص الفيلم
قائد فريق غواصات أمريكي غير مُختبَر تابع للبحرية الأمريكية، يُبحر لإنقاذ الرئيس الروسي المُختطَف مِن قِبَل لواء مُحتال.

## طاقم العمل
- جيرارد بتلر بدور (القائد جو جلاس)
- غاري أولدمان بدور (الأدميرال تشارلز دوننيجان)
- كومن بدور الأدميرال البحري جون فيسك
- زين هولتز بدور (مارتينلي)،نافي سيلز
- كارولين جودال بدور رئيسة الولايات المتحدة دوفر
- مايكل نيكفيست بدور (القائد سيرجي آندروبويوف)
- ليندا إدنا كاردليني بدور عضو في فريق البنتاجون
- راين ماكبارتلن بدور مات جونستون
- توبي ستيفنز بدور (القوات البحرية)

## روابط خارجية
- الصياد القاتل على موقع IMDb (الإنجليزية)
- الصياد القاتل على موقع ميتاكريتيك (الإنجليزية)
- الصياد القاتل على موقع روتن توميتوز (الإنجليزية)
- الصياد القاتل على موقع نتفليكس (الإنجليزية)
- الصياد القاتل على موقع قاعدة بيانات الأفلام العربية
- الصياد القاتل على موقع ألو سيني (الفرنسية)
- الصياد القاتل على موقع Turner Classic Movies (الإنجليزية)
- الصياد القاتل على موقع أول موفي (الإنجليزية)
- الصياد القاتل على موقع بوكس أوفيس موجو (الإنجليزية)
- الصياد القاتل على موقع فيلمافينيتي (الإسبانية)